# یواس‌اس میرتل (۱۸۶۲)
یواس‌اس میرتل (۱۸۶۲) (به انگلیسی: USS Myrtle (1862)) یک کشتی بود که طول آن ۷۵ فوت (۲۳ متر) بود.